# Стоян Денис Анатолійович
Дени́с Анато́лійович Стоян (24 серпня, 1981, Гребінки) — український футболіст, захисник. Молодший брат футболіста Максима Стояна.

## Біографія
Вихованець ДЮСШ Щасливе, Київська область. Почав професійну кар'єру в «Борисфені». У команді дебютував 31 липня 1997 року в матчі другої ліги проти «Цементник-Хорда» (0:1). У команді провів 145 матчів і забив 3 голи. У сезоні 1999/00 років допоміг команді виграти групу у другій лізі і вийти в першу лігу, де продовжив виступати у складі клубу. В листопаді 2000 року провів 2 матчі в складі білоцерківської "Росі". У сезоні 2002/03 допоміг «Борисфену» здобути друге місце і вийти вперше в історії у Вищу лігу. В елітному дивізіоні дебютував 12 липня 2003 року в домашньому матчі проти «Дніпра», в якому відіграв увесь матч.
У грудні 2003 року отримав статус вільного агента і в лютому 2004 року перейшов в одеський «Чорноморець», проте закріпитись у складі «моряків» не зумів і вже влітку 2004 року перейшов в полтавську «Ворсклу». У команді провів 3 роки, будучи увесь час основним захисником, зігравши 81 матч в чемпіонаті. Також провів кілька матчів як капітан команди.
Влітку 2007 року перейшов в сімферопольську «Таврію». Стоян став відомий після скандалу з курінням марихуани. Після матчу з дніпропетровським «Дніпром» (0:1) у Стояна провели допінг-контроль, який показав наявність в організмі марихуани. Справу передали в контрольно-дисциплінарний комітет, і він вирішив дискваліфікувати Стояна на чотири місяці, починаючи з 23 травня 2008. Денис не став заперечувати провини, в інтерв'ю він сказав, що був на дні народження і там йому дали спробувати кальян в перший раз в житті. Він стверджував, що не знав, що там марихуана. Через це у червні 2008 року «Таврія» розірвала контракт з футболістом.
У вересні 2008 року після завершення дискваліфікації підписав контракт з першоліговою чернігівською «Десною». Провівши у команді півроку, Стоян перейшов у ФК «Миколаїв», де дограв сезон, після чого грав у чемпіонаті Казахстану за «Кайсар».
2010 року повернувся на батьківщину, підписавши контракт з першоліговою «Буковиною», а вже влітку того ж року підписав контракт з першоліговою кіровоградською «Зіркою».
В липні 2012 року підписав контракт з новачком першої ліги «Полтавою», проте в кінці року контракт був розірваний за згодою сторін.
Згодом виступав за декілька аматорських команд, зокрема «Єдність» (Плиски) .
Разом з юнацької збірною України до 19 років дійшов до фіналу чемпіонату Європи у 2000 році в Німеччині, де Україна у фіналі програла Франції (1:0).
2003 року виступав за молодіжну збірну України.